# Crkvine (Tutin)
Crkvine (Servisch cyrillisch Црквине) is een plaats in de Servische gemeente Tutin. De plaats telt 136 inwoners (2002).